# Alkham

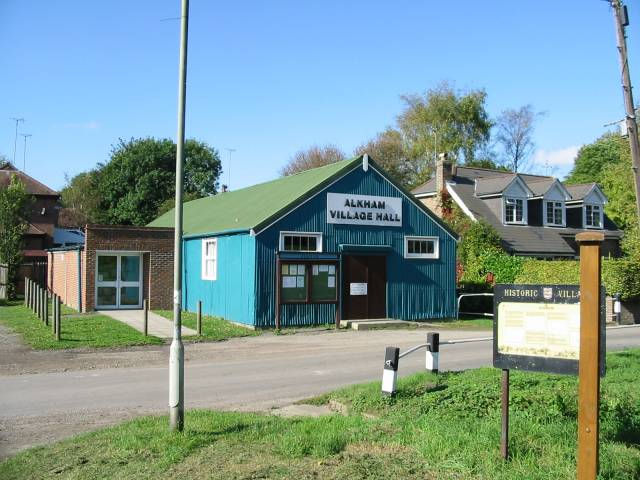
El salón municipal de Alkham

Alkham es una aldea y parroquia inglesa ubicada en el condado de Kent.
Su iglesia, consagrada a San Antolín de Pamiers, es un monumento clasificado, y data del siglo XII.